# Film Favourites (film 1924)
Film Favourites è un cortometraggio muto del 1924 diretto da Cecil M. Hepworth e scritto e interpretato da Florence Turner, con le imitazioni di William S. Hart, Larry Semon, Mae Murray, Richard Barthelmess, Charles Chaplin e Felix the Cat.

## Produzione
Il film fu prodotto dalla Hepworth.

## Distribuzione
Distribuito dall'Ideal, il film - un cortometraggio in due bobine - uscì nelle sale cinematografiche britanniche nell'aprile 1924.